# Kirvessaari (ö i Södra Savolax, Nyslott, lat 61,59, long 29,10)
Kirvessaari är en ö i Finland. Den ligger i sjön Pihlajavesi och i kommunen Nyslott i  landskapet Södra Savolax, i den sydöstra delen av landet, 270 km nordost om huvudstaden Helsingfors. Öns area är 0,5 hektar och dess största längd är 160 meter i sydöst-nordvästlig riktning.